# Monquirasaurus
Monquirasaurus is een monotypisch geslacht van uitgestorven gigantische pliosauriden uit de Paja-formatie uit het Krijt van Colombia. Het bevat als enige soort Monquirasaurus boyacensis, voorheen bekend als Kronosaurus boyacensis.

## Geschiedenis en naamgeving
Het holotype en enige bekende exemplaar van Monquirasaurus, MJACM 1, is een 7,3 meter lang (zoals bewaard gebleven), grotendeels compleet en gearticuleerd skelet van een jongvolwassen dier dat in 1977 werd ontdekt door Samuel Vargas, Enrique Zubieta en German Zubieta op het land van Tito Hurtado. Opgravingen werden uitgevoerd door geologen, archeologen en paleontologen van het Instituto Colombiano de Geología y Minería (nu Servicio Geológico Colombiano), het Instituto Colombiano de Antropología e Historia en de Universidad Nacional de Colombia. Lokaal werd het exemplaar al snel bekend als 'El Fósil', voordat het in 1992 door Hampe formeel werd beschreven als Kronosaurus boyacensis nadat het in 1979 informeel was toegeschreven aan Kronosaurus. Deze beschrijving werd echter uitgevoerd met behulp van foto's en opnametechnieken op afstand, aangezien de Junta de Acción Comunal en de lokale gemeenschap geen toegang tot het holotype-exemplaar toestonden, wat resulteerde in een ontbrekende en onbetrouwbare beschrijving. Pas in 2021 werd het exemplaar uit de eerste hand opnieuw onderzocht en beschreven als een apart geslacht, Monquirasaurus boyacensis. Het holotype-exemplaar bevindt zich nog steeds in de typeplaats, waarbij het lokale Museo El Fósil rond het fossiel is gebouwd.
De geslachtsnaam is afgeleid van Monquirá, de Vereda (administratieve afdeling) waar het holotype is ontdekt. Evenzo verwijst de soortaanduiding naar het departement Boyacá.

## Beschrijving

### Grootte

Vergelijking in grootte met een mens

Monquirasaurus was een relatief grote pliosauriër, met een lengte van 9,3–10,1 meter en een gewicht van 7,6 tot 9,5 ton, gebaseerd op directe metingen en fotogrammetrische metingen. Noè & Gómez-Pérez suggereerden dat een geslachtsrijp, jongvolwassen individu acht meter lang zou zijn geweest.

### Schedel

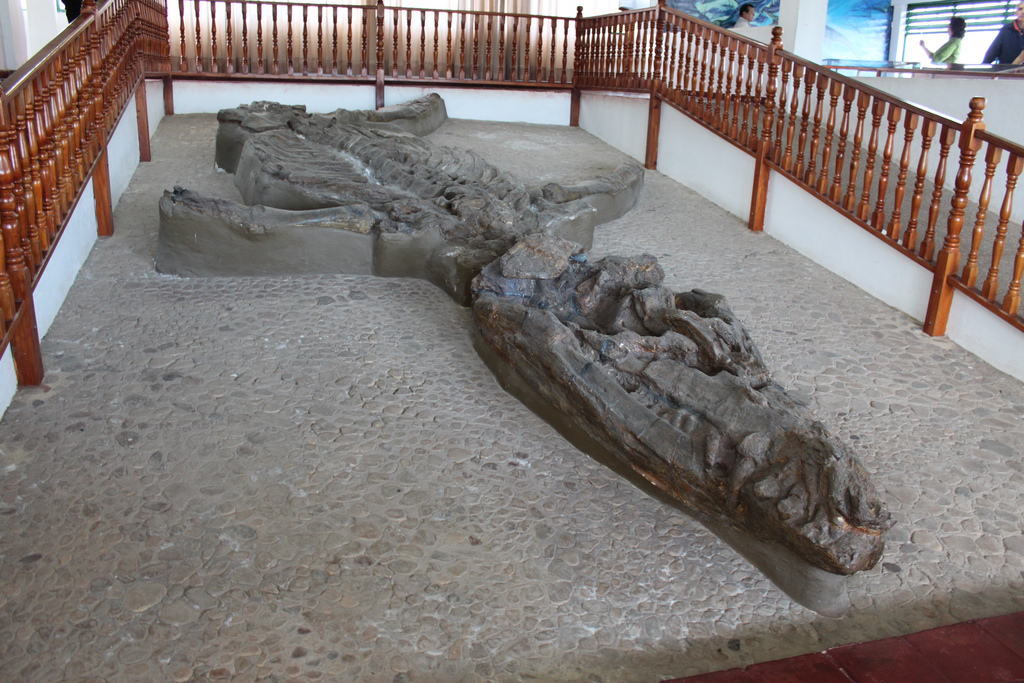
Het holotype van voren bezien

De schedel van Monquirasaurus is groot en stomp, 2,45 meter lang van de snuitpunt tot het achterste uiteinde van de rechtersquamosum (2,65 meter tot het achterste uiteinde van het retroarticulair uitsteeksel van de onderkaak) en 1,2 meter breed over de laterale rand van de quadrata. Van opzij gezien is de schedel langwerpig en laag, maar hij is ernstig geplet. De kaken van het holotype zijn nauw op elkaar aangesloten en het grootste deel van het gebit wordt in situ bewaard zonder dat het goed waarneembaar is. De schedel lijdt niet alleen aan verbrijzeling, maar het grootste deel van het bovenste oppervlak is ook zwaar verweerd en er ontbreken veel botten, waardoor het bijna onmogelijk is om de meeste schedelnaden waar te nemen. De schedel heeft golvende randen, met drie zijdelingse verbredingen zichtbaar in bovenaanzicht. De eerste is aanwezig langs de zijranden van de premaxilla, gevolgd door een verbreding rond de grote voorste vangtanden en een derde net onder de oogkassen. Een vierde verbreding was waarschijnlijk ook aanwezig in het achterste deel van de schedel, rond de buitenste randen van het slaapvenster. Beide voorste verbredingen worden onmiddellijk gevolgd door een mediale vernauwing van de schedel. De neusgaten bevinden zich 1,13 meter van de snuitpunt, vóór de oogkas en op hetzelfde niveau als de elfde maxillaire tand. De onderkaken zijn in betere staat bewaard gebleven dan de schedel en zijn grotendeels bestand geweest tegen de pletting die de laatste trof. Er is echter nog enige verticale compressie aanwezig rond de takken van de onderkaken.

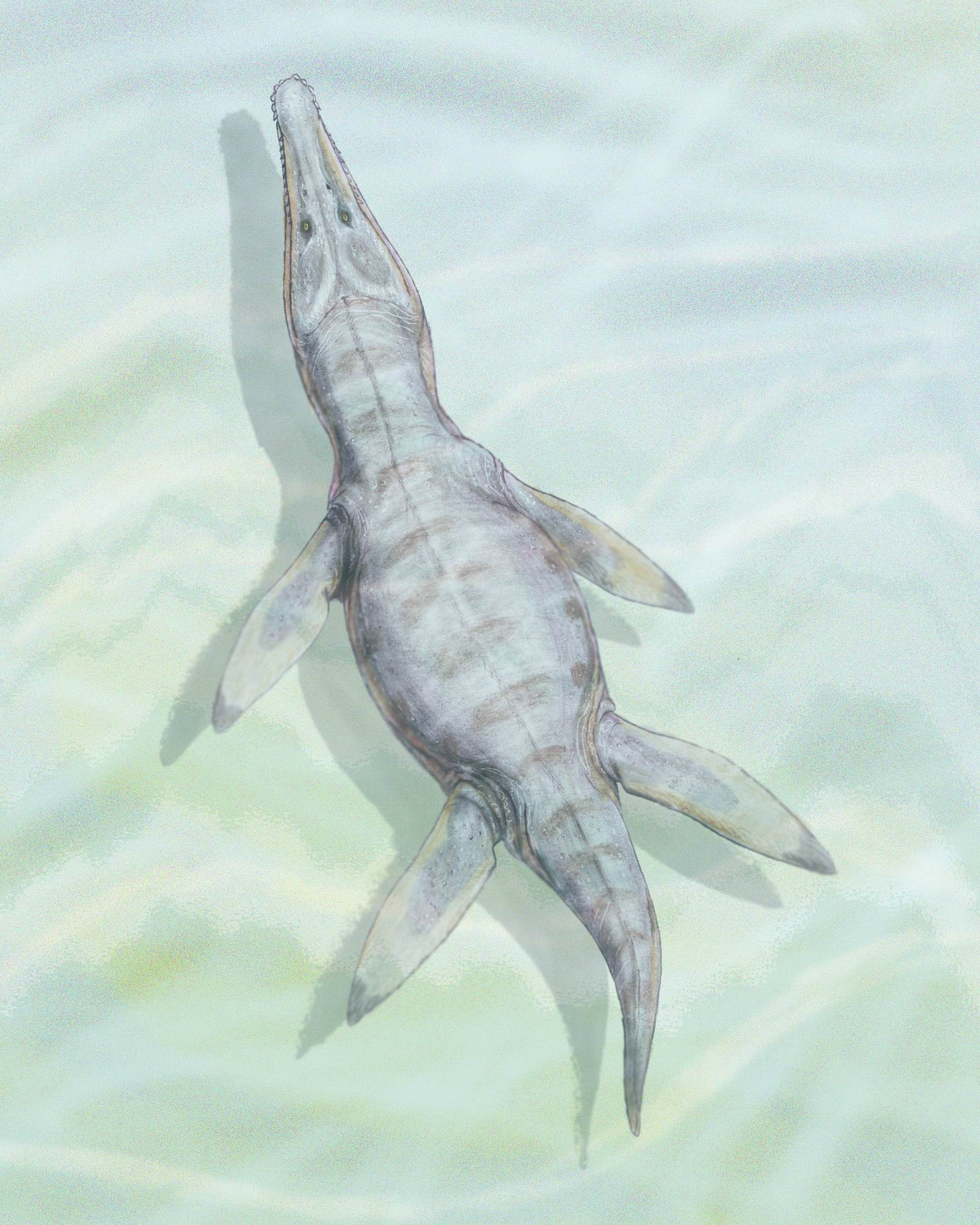
Reconstructie van het levende dier

De onderkaak is robuust en lijkt op de klassieke pliosauride morfologie met grote vangtanden aan de voorste rand van het bot. Het voorste gedeelte is iets naar boven gericht en verbreed zoals bij Simolestes en Acostasaurus. De tanden van Monquirasaurus zijn rond in dwarsdoorsnede en de grootste zijn caniniform, lijkend op de hoektanden van zoogdieren. Het voorste gebit is duidelijk anisiodont, verschillend van grootte, en in elkaar grijpend, terwijl meer achterste delen van de schedel overlappende rijen tanden hebben. De voorste vangtanden van de bovenkaak bedekken bijvoorbeeld de dentaire tanden van dat gebied, terwijl verder naar achteren de dentaire tanden een uitgesproken onderbeet veroorzaken die de achterste bovenkaaktanden bedekt. Dit alles maakt het moeilijk om het oorspronkelijke aantal tanden van het dier te bepalen. De voorste verbreding van de premaxilla bevat vier tanden aan elke kant, waarbij de tweede premaxillaire tand de grootste is en zich halverwege de onderkaak uitstrekt. Hoewel de derde en vierde tand op zichzelf groot zijn, zijn ze nog steeds kleiner dan de voorgaande tand. Er bestaat enige onzekerheid over de aanwezigheid van een kleine tand net achter de vierde premaxillaire. Dit gebied wordt bijna volledig aan het zicht onttrokken door de vierde dentaire vangtand, maar er is een suggestie van een kleine tandkas in dat gebied. Hoewel de afwezigheid van zichtbare beennaden de scheiding van het premaxillaire en maxillaire gebit onzeker maakt, suggereren Noè en Gómez-Pérez dat, als er een kleine tand aanwezig zou zijn geweest, het hoogstwaarschijnlijk om een maxillaire zou gaan. Ze redeneren dat alle pliosauriden van de Paja-formatie verenigd zijn door de aanwezigheid van vier premaxillaire tanden, terwijl ze er verder op wijzen dat de eerste maxillaire tand bij pliosauriërs vaak veel kleiner is en wordt gevolgd door een grote caniniform (zoals de volgende bewaarde tand in Monquirasaurus). Tussen de laatst bewaarde premaxillaire en eerste maxillaire caniniform strekt zich een tandeloze opening of diastema uit, in diameter gelijk aan het gebied dat wordt ingenomen door een grote tand. De eerste bewaard gebleven (mogelijk tweede totale) maxillaire tand is de grootste in de kaak; hoewel aan beide kanten gebroken, wordt aangenomen dat deze tand voorbij de onderrand van de onderkaak reikte. Na deze tand volgen steeds kleinere caniniformen, gevolgd door vele veel kleinere bovenkaaktanden die geleidelijk kleiner worden naar achteren toe. De voorste dentaire tanden zijn groot en in elkaar grijpend met de premaxillaire tanden. De grootste hiervan is de vierde dentaire, die nog steeds kleiner is dan de achterste maxillaire caniniformen, maar groter dan alle premaxillaire tanden. De dentaire tanden na de kleine vijfde tand worden bedekt door de maxillaire caniniformen, maar zijn waarschijnlijk ook vrij klein. Achter deze overlapping zijn grotere dentaire tanden bewaard. Over het algemeen had Monquirasaurus mogelijk minimaal negentien tanden in zijn bovenkaak, terwijl de onderkaken negentien tandposities aan de rechterkant en drieëntwintig aan de linkerkant bewaren.

### Postcraniaal skelet

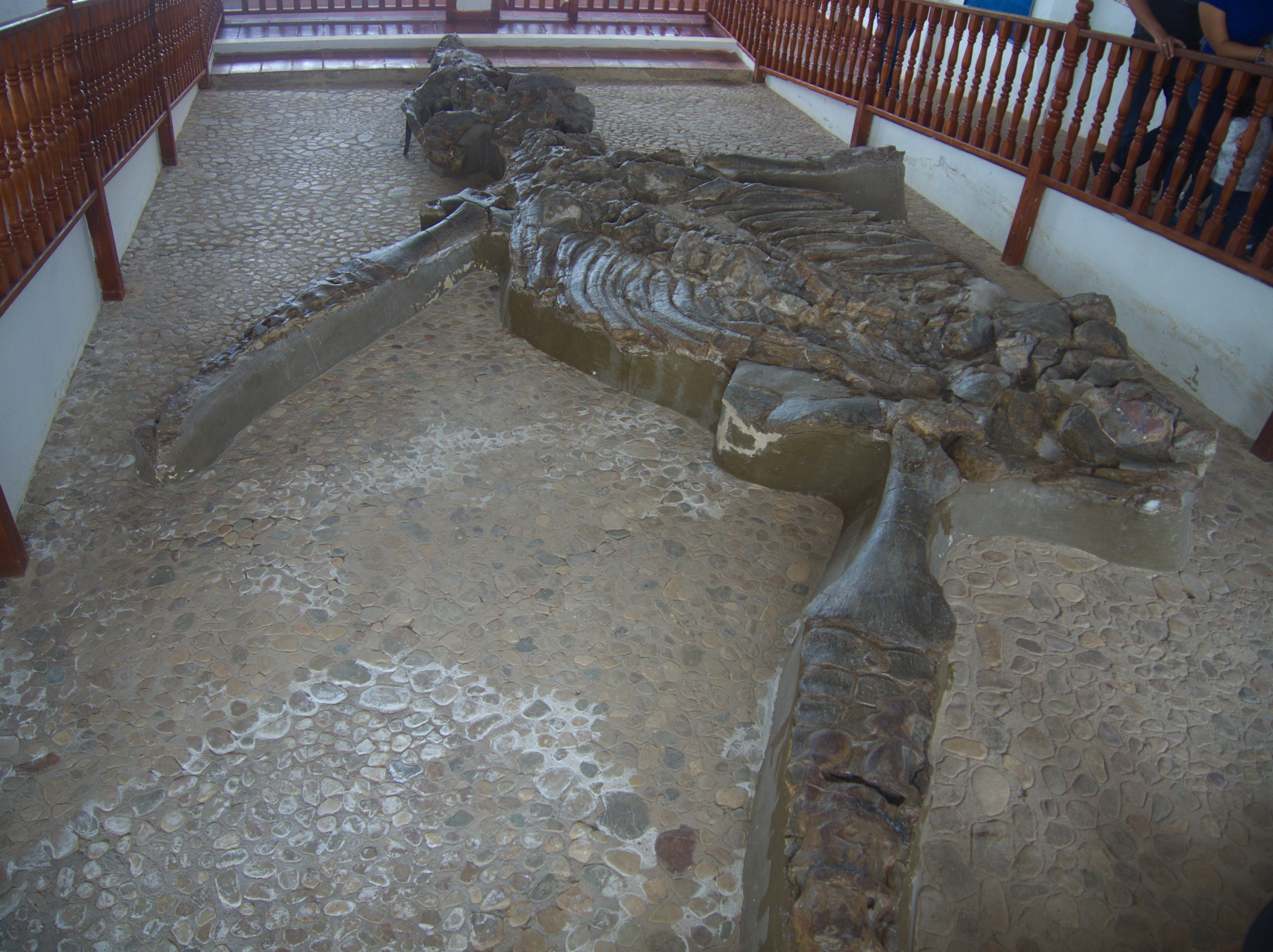
Het holotype van achteren bezien

De romp van Monquirasaurus was 4,65 meter lang langs de wervelkolom gemeten, de schedel en de ontbrekende staart niet meegerekend. Zoals bewaard gebleven, was het lichaam breed, maar bij leven zou het smaller zijn geweest. De wervelkolom is grotendeels behouden gebleven in verband, met enkele hiaten aan het achterste uiteinde van de romp. De nek van Monquirasaurus was kort, met acht in verband liggende wervels bewaard, exclusief het atlas-draaiercomplex, dat wordt verborgen door de schedel (de aanwezigheid van een derde wervel verborgen door de schedel is mogelijk, maar niet zeker). De nekreeks wordt gevolgd door drie borst-, tweeëntwintig ruggen- en drie sacrale wervels. Van deze wervels zijn de laatste dorsale en eerste twee sacralen alleen bewaard als afdrukken. De bewaarde wervelboog van de zeventiende en achttiende wervels (dorsaal vijf en zes) zijn van boven min of meer driehoekig, smal naar voren en afgeplat naar achteren, wat een 'tong-en-groef' in elkaar grijpende opstelling suggereert. Dit zou de rug stijf maken, zoals bij andere plesiosauriërs. Het grootste deel van de staart ontbreekt, met slechts drie bewaard gebleven staartwervels die articuleren met de sacralen. Het appendiculaire skelet is slechts gedeeltelijk bewaard gebleven, waarbij alle ledematen het distale uiteinde van de vinnen missen en de gordels verborgen worden door de opliggende torso.

## Fylogenie
Hoewel Noè en Gómez-Pérez geen fylogenetische analyse hebben uitgevoerd, suggereert vergelijking van de morfologie van Monquirasaurus en de morfologie van pliosauride familie dat, hoewel het zeker een lid was van de Pliosauridae, het onwaarschijnlijk wordt geacht een lid te zijn van Brauchaucheniinae, welke eerder waren beschouwd als de enige pliosauride tak uit het Krijt. De auteurs suggereren in plaats daarvan dat het, naast Sachicasaurus en Acostasaurus, mogelijk deel uitmaakte van een niet-herkende niet-Brauchaucheniine familie van pliosauriërs uit het Onder-Krijt. Er is echter een uitgebreidere fylogenetische analyse nodig om deze hypothese te ondersteunen.

## Paleobiologie
Monquirasaurus werd gevonden in de Arcillolitas abigarradas-afzetting van de Paja-formatie. Deze formatie bewaart een kust- tot lagere kustomgeving met een grote diversiteit aan zeereptielen, waaronder elasmosauriden, protostegide en sandownide zeeschildpadden, grote teleosauriden en verschillende ichthyosauriërs, waaronder de macroroofzuchtige Kyhytysuka die ook in 2021 werd beschreven. De formatie staat ook bekend om zijn diversiteit specifiek bij pliosauriërs, met vier verschillende geslachten die bekend zijn uit de regio. Naast Monquirasaurus bewaart de formatie de botten van de relatief kleine Acostasaurus en Stenorhynchosaurus, evenals de gigantische Sachicasaurus.